# 盧廷梁
盧廷梁，浙江海寧人，清朝官员。吏員出身。

## 生平
1759年（乾隆二十四年）上任台灣竹塹巡檢，為第七任竹塹巡檢，奉旨接替孫維德。